# Venados FC
A Venados FC (nevének jelentése: „szarvasok”, korábbi néven Club de Fútbol Mérida) a mexikói Yucatán állam fővárosának, Méridának a labdarúgócsapata. Jelenleg a másodosztályú bajnokságban szerepel.

## Története
A csapat 2003-ban született meg azzal, hogy Arturo és Mauricio Millet Reyes közbenjárására a Nacional Tijuana csapata Tijuanából Méridába költözött. Szereplésüket a másodosztályban kezdték meg, de 2005-ben pénzügyi problémák miatt átköltöztették őket Irapuatóba. A város azonban nem maradt foci nélkül, igaz, ekkor a helyi újjáalakult csapat egy alacsony osztályú, amatőr bajnokságban szerepelt.
2006-ban Progreso városában játszottak rövid ideig, majd 2008-ban ismét profi csapattá váltak, méghozzá a Monarcas Morelia fiókcsapataként. 2009-ben bajnokok lettek a másodosztályban, azonban a feljutásért vívott döntőt elbukták a Querétaro ellenében, így maradtak az alacsonyabb szinten. 2011 elejére a Monarcas átköltöztette fiókcsapatát Nezahualcóyotlba, a Mérida viszont az Atlante fiókcsapatává vált, így nem szűnt meg.
2015-ben, miután befejezték a Clausura szezont, az addig CF Méridának nevezett klub új címert és új nevet kapott: innentől kezdve nevezik Venados FC-nek.

## Stadion
A Venados otthona az Estadio Carlos Iturralde Rivero, mely arról a Carlos Iturralde Riveróról kapta nevét, aki sokáig az egyetlen yucatáni származású játékos volt, aki szerepelhetett a mexikói labdarúgó-válogatottban. A stadiont 1987. június 6-án avatták fel, jelenleg kb. 18 000 férőhelyes.